# تاریخ ژاپن کمبریج
تاریخ ژاپن کمبریج (به انگلیسی: The Cambridge History of Japan) کتابی شش جلدی است که در زمینه تاریخ ژاپن توسط انتشارات دانشگاه کمبریج گردآوری شده است.

## مجلد ها
- جلد 1 : ژاپن باستان ویرایش دلمر براون (1993)
- جلد 2 : ژاپن هین ویرایش دونالد شیولی و ویلیام مک‌کولگ (1999)
- جلد 3 : ژاپن قرون وسطی ویرایش کوزو یامامورا (1990)
- جلد 4 : ژاپن اوایل مدرن ویرایش جان ویتنی هال و جیمز مک‌کلین (1991)
- جلد 5 : ژاپن قرن نوزدهمی ویرایش ماریوس جانسن (1989)
- جلد 6 : ژاپن قرن بیستمی ویرایش پیتر دائوس (1988)

## منبع
1. ↑  Borgen, Robert; Barnes, Gina L. (1996). "Review of The Cambridge History of Japan, Volume 1: Ancient Japan". Journal of Japanese Studies. 22 (1): 129–133. doi:10.2307/133049. ISSN 0095-6848.
2. ↑  Tao, De-Min (1992). "Review of The Cambridge History of Japan, Volume 4: Early Modern Japan". Monumenta Nipponica. 47 (3): 407–410. doi:10.2307/2385112. ISSN 0027-0741.

- ویکی پدیای انگلیسی